# Genesis (Final Fantasy)
Genesis es un personaje ficticio del juego Final Fantasy VII, y el enemigo principal del Final Fantasy VII Crisis Core, es fan de la literatura sobre todo de la novela Loveless (sin amor) ya que siempre está recitando contenidos de esta obra, siempre proclama a Sephiroth como su eterno rival. Desapareció misteriosamente en un trabajo para Shinra en Wutaii.

## Proyecto G y Genesis
Cuando el poderoso monopolio mundial de Shinra Inc. encontró en el norte del mundo los restos de una antigua criatura, creyeron que se trataba de un "Cetra", raza antigua con poderes mágicos que alguna vez habitó el mundo. En ese momento ShinraVFGF estaba preparando su raza de súpersoldados o SOLDIER (SOLDADO), y fueron iniciados dos proyectos de bioingeniería que buscarían medir los efectos de las células de la criatura JENOVA en un feto.
En principio solo Sephiroth tenía células de Jenova debido a un experimento antes de nacer, más tarde al ver el resultado del primer experimento se realizara más veces, La madre de Angeal Hewley tenía células de Jenova por lo cual cuando Angeal nace ya las tiene de manera natural, sin embargo a la madre de Genesis (desconocida) se le inyectaron células de la madre de Angeal (Gillian) por lo cual afecta al feto que había en su interior dando a lugar a uno de los seres más poderosos del planeta, Genesis.
La diferencia entre el proyecto G (proyecto Gillian, nombre de la madre de Angeal) y el proyecto S que es el que afecta directamente a Sephiroth no son muy visibles, pero con el tiempo los poderes de Genesis se van degradando al contrario que los de Sephiroth que van aumentado cada vez más.
Sin embargo, el proyecto G fue llevado a cabo por el científico Hollander, que más adelante en la historia trata de ayudar a Genesis para evitar que continúe el deterioro de sus poderes, y los encargados del proyecto S fueron Hojo (Arrogante y prestigioso científico de Shin-ra S.A) y Lucrecia, ayudante de este y madre biológica de Sephiroth.

## Crisis Core
Genesis se muestra en Crisis Core (version especial como décimo aniversario de final fantasy VII) con una cabellera medio larga pelirroja, piel blancuzca, ojos verdes azulados debido a la inyección de Mako, lleva un traje de SOLDADO de 1era clase y una chaqueta larga de color rojo brillante a juego con una gran espada de color escarlata capaz de lanzar fuego, a partir de la mitad del juego mostrara un ala negra que a partir de ese punto siempre lo acompañara, afirmara que es un monstruo, y por supuesto recitara en toda sus apariciones actos de su libro favorito LOVELESS.

## Historia de Genesis
Genesis desde feto tiene células de Jenova, es íntimo amigo de su vecino Angeal con el que pasa gran parte de su tiempo, al igual que Sephiroth muestra desde joven una gran aptitud para la lucha por lo cual con el tiempo ingresa en Shin-ra y rápidamente se convierte en un gran soldado legendario de 1era Clase. 
Genesis siempre ha deseado quitarle el puesto de "héroe" a Sephirot, aunque posea un club de fanes, Genesis se muestra envidioso por la fama y fuerza de Sephirot, algo que le hace estar siempre en continua competición con Sephirot.
En una escena de Crisis core se le ve recitando LOVELESS junto a Angeal y Sephirot en el gran cañón de Shin-ra(que más tarde utilizaran contra arma en la historia original de Final Fantasy VII) aquí se muestra un gran compañerismo entre ellos tres y sobre todo entre Angeal y Genesis ya que cuando empiezan a luchar ellos dos se alían para conseguir desarmar a Sephiroth, sin embargo Genesis le pide a Angeal que le deje solo contra Sephiroth en un combate a solas, aunque Angeal le pide que se detenga visto la brutalidad del mismo combate, Genesis no se detiene e incluso ataca a Angeal. Quien en un último intento los detiene a los dos, tras lo cual Genesis destruye la segunda espada de Angeal. Siendo esta misma la que se clava en el hombro de Genesis, que decide terminar el combate. Hecho importante ya que Genesis jamás se recuperará de esa herida superficial, y será este uno de los motivos de su alianza con Hollander, quien le prometió que detendría su degradación.
Lo primero que vemos de Genesis es una copia en Wutai a partir de ahí, empieza una aventura para Zack Fair y Sephiroth para intentar averiguar lo que pasa.
Posteriormente, durante el desarrollo de la historia, se dan varios enfrentamientos entre el protagonista y las copias de Genesis, creadas por Hollander, científico que anteriormente trabajaba en experimentos para SHINRA, aunque cerca del final (Crisis Core), Sephiroth se entera de la verdad de su procedencia, Genesis habla con él diciéndole que solo son monstruos y que Sephirot es la unión de todos los monstruos juntos, Sephirot entra en confusión y corre a la mansión Shinra donde encontrará los documentos que le harán volverse contra la humanidad argumentando que él fue creado para limpiar el planeta, ya que poseía los genes de Jenova, un ser superior, a partir de ese momento las historias se separan, ya que después de causar un incendio en Nibbleheim, Sephiroth desaparece, dejando a Zack Fair tras la pista de Genesis, al cual encuentra en una cueva subterránea en Banora, sin embargo, Genesis siempre supo la verdad sobre el LOVELESS, tras lo cual le revela a Zack un secreto para posteriormente fusionar la energía del Lifestream en su cuerpo y transformarse en una gigantesca criatura.
Al final Genesis recupera su condición humana, por lo que al parecer descubrió en el poema una forma de lograrlo, Zack le ayuda a salir de la cueva y se va, llevándose a Cloud Strife consigo, sin embargo, Genesis es recogido por dos figuras misteriosas que parecen ser dos soldados 1a clase de Shinra, quienes se lo llevan a bordo de un helicóptero de esa misma compañía. Saliendo tiempo después en el Final Fantasy VII: Dirge of Cerberus con el nombre de "G"
- Datos: Q5877083